# 神保朋世
神保 朋世（じんぼ ともよ、1902年4月25日 ‐ 1994年3月10日）は、大正時代から平成時代にかけての挿絵画家、日本画家、版画家、俳人。

## 略歴
鰭崎英朋及び伊東深水の門人。本名は神保貞三郎。俳号は窓良子。牡丹園経営の父三吉、母マサの三男一女の長男として東京日本橋薬研堀に生まれる。1917年に朝日新聞社に入社した後、挿絵画家として知られていた英朋に師事、朋世の号をうけた。その後、本画の制作を志して1940年に深水にも教えを受けた。主に美人画を描きながら、社会主義への共感から大衆芸術に深い関心を抱き、挿絵の制作を中心とするようになり、雑誌『講談倶楽部』、『週刊朝日』、『週刊新潮』、『オール読物』などにおいて小説の挿絵を手掛けている。また、1926年、国民新聞連載の講談の挿絵など各種新聞の挿絵も描いており、第二次世界大戦戦前の1931年から『オール読物』において連載が開始されていた野村胡堂の「銭形平次捕物控」では、著者の胡堂が逝去するまで30年に亘って挿絵を描き続けた。ほかに邦枝完二の「振袖役者」の挿絵が著名である。1937年8月に「神保朋世版画研究会」を自宅に設け、『神保朋世木版画集』を私家版により出版している。これは第一集『春宵』、第二集『夜情』、第三集『雨後』と三集を刊行、全て彫は佐藤寿録吉、摺は猪村正之助が担当をした。木版画は「雨」などの美人画8点と「芭蕉翁之図」があるといわれる。俳句結社『窓』を主宰していた。著作に1967年芳賀書店刊行の『耽美うき世絵ばなし』がある。1994年3月10日午前8時20分、老衰のため東京都新宿区中落合の自宅で死去した。享年91。

## 作品
- 「雨」 木版画  1938年
- 「ほろ酔い」 木版画  1939年
- 「夜懐」 木版画  1959年
- 「静夜」 木版画  1980年
- 「あたゝか」 木版画  1981年
- 「芭蕉翁之図」 木版画